# Sciara
Sciara ist eine italienische Gemeinde (comune) in  der Metropolitanstadt Palermo, Region Sizilien, mit 2492 Einwohnern (Stand 31. Dezember 2023).

## Lage und Daten
Sciara liegt 60 km südöstlich von Palermo. Die Einwohner arbeiten hauptsächlich in der Landwirtschaft. Produziert werden Oliven und Artischocken.
Die Nachbargemeinden sind Aliminusa, Caccamo, Cerda und Termini Imerese.

## Geschichte
Das heutige Dorf wurde 1671 gegründet.

## Sehenswürdigkeiten
Auf einen Steilfelsen steht das Kastell des Notarbartolo Prinz von Sciara. Der Ort ist schachbrettartig angelegt, der Mittelpunkt ist die Insula.

## Personen
- Salvatore Gristina (* 1946), Erzbischof des Erzbistums Catania und Mitglied der sizilianischen Bischofskonferenz
- Frank Fragale (1894–1955), Komponist